# Rogožarski IK-3
Rogožarski IK-3 je bilo enosedežno prestrezniško lovsko letalo kovinsko-lesene konstrukcije, izdelano v Kraljevini Jugoslaviji v tovarni Rogožarski, v letih malo pred drugo svetovno vojno. Opremljen je bil s češkim Avia  licenčnim motorjem Hispano Suiza 12Y-29 s 890 KM, serijska proizvodnja pa se je zavlekla, tako da bilo ob začetku vojne JKVL izročeno le nekaj letal tega tipa.

## Oborožitev
Oboroženo je bilo z 20 mm topom Hispano Suiza HS 404 in dvema strojnicama FN Browning kalibra 7,92 mm, kasneje z dvema strojnicama kalibra 12,7 mm namesto 7,92 mm.

## Lastnosti
Na podlagi testiranj v zraku je bilo ugotovljeno, da je letalo enakovredno tedaj najsodobnejšemu lovcu Messerschmitt Bf 109 v skoraj vseh elementih zračnega boja, IK-3 je bil zaradi šibkejšega motorja nekoliko počasnejši, vendar pa bolj okreten v zavojih in obratih.